# شهرستان مک‌دافی (جورجیا)
شهرستان مک‌دافی، جورجیا (به انگلیسی: McDuffie County, Georgia) یک سکونتگاه مسکونی در ایالات متحده آمریکا است که در جورجیا واقع شده‌است.